# Black Earth
Black Earth és una població dels Estats Units a l'estat de Wisconsin. Segons el cens del 2000 tenia 1.320 habitants.

## Demografia
Segons el cens del 2000, Black Earth tenia 1.320 habitants, 514 habitatges, i 358 famílies. La densitat de població era de 772,2 habitants per km².
Dels 514 habitatges en un 35,4% hi vivien nens de menys de 18 anys, en un 57% hi vivien parelles casades, en un 9,3% dones solteres, i en un 30,2% no eren unitats familiars. En el 25,3% dels habitatges hi vivien persones soles el 12,1% de les quals corresponia a persones de 65 anys o més que vivien soles. El nombre mitjà de persones vivint en cada habitatge era de 2,49 i el nombre mitjà de persones que vivien en cada família era de 3,01.
Per edats la població es repartia de la següent manera: un 25,9% tenia menys de 18 anys, un 6,1% entre 18 i 24, un 31,3% entre 25 i 44, un 21,5% de 45 a 60 i un 15,2% 65 anys o més.
L'edat mediana era de 38 anys. Per cada 100 dones de 18 o més anys hi havia 89,2 homes.
La renda mediana per habitatge era de 51.548 $ i la renda mediana per família de 58.421 $. Els homes tenien una renda mediana de 37.130 $ mentre que les dones 28.828 $. La renda per capita de la població era de 21.363 $. Aproximadament l'1,4% de les famílies i el 2,2% de la població estaven per davall del llindar de pobresa.

## Poblacions més properes
El següent diagrama mostra les poblacions més properes.